# Festivalul de Film „Trandafirul de Aur”
Trandafirul de Aur sau Festivalul Bulgar de Film „Trandafirul de Aur” (în bulgară Фестивалът на българския игрален филм „Златна роза“) are loc la Varna, Bulgaria în luna septembrie sau octombrie. Cunoscut și ca Festivalul Național de Film „Trandafirul de Aur” sau pur și simplu Festivalul de Film „Trandafirul de Aur”, evenimentul a avut loc pentru prima dată în august 1961 sub numele de „Festivalul de Film Bulgar”; de atunci a avut loc anual până în 1974 (în afară de 1965 când a fost organizat o dată Festivalul de Film din Balcani) și după aceea a avut loc de obicei la fiecare doi ani. Prima ediție a festivalului a inclus filme artistice, documentare, filme de popularizarea științei și filme de animație.
Cel de-al 34-lea Festival de Film „Trandafirul de Aur” a avut loc în perioada 19-25 septembrie 2016.
Cel de-al 38-lea Festival de Film „Trandafirul de Aur” a avut loc în perioada vineri 19-26 septembrie 2025. Festivalul se ține în Centrul de Festivaluri și Congrese și este organizat de Ministerul Culturii, Centrul Național de Film și Televiziunea Națională Bulgară, cu sprijinul Municipalității Varna.

## Premii
La prima ediție a festivalului, în 1961, filmul premiat a fost Și noi eram tineri (А бяхме млади, A biahme mladi). Marele premiu a fost inițial numit Premiul Special al Festivalului, dar în 1963 numele a fost schimbat în „Trandafirul de Aur”. Este denumit și Marele Premiu. O statuetă a Trandafirului de Aur a fost proiectată de sculptorul Vejdi Rașidov.
Din 2016, festivalul are zece premii stabilite de juriul său și alte cinci premii:
- Premiul „Trandafirul de Aur” pentru cel mai bun lungmetraj
- Premiul „Trandafirul de Aur” pentru cel mai bun scurtmetraj
- Premiul special al orașului Varna
- Premiul pentru cel mai bun regizor
- Premiul pentru cel mai bun scenarist
- Premiul pentru cel mai bun fotograf
- Premiul pentru cea mai bună actriță
- Premiul pentru cel mai bun actor
- Cel mai bun lungmetraj debut
- Premiul special de onoare
- Premiul Uniunii Cineaștilor Bulgari
- Premiul Asociației Criticilor (UBF)
- Mențiune specială pentru scurtmetraj
- Premiul la alegerea oamenilor
- Premiul Jurnaliștilor Acreditați

## Câștigători
Filme care au primit Premiul „Trandafirul de Aur” pentru cel mai bun lungmetraj în secolul al XXI-lea:
| An - ediția    | Film                                             | Regizor(i)                        |
| -------------- | ------------------------------------------------ | --------------------------------- |
| 2002 – XXV     | Emigranți (Емигранти)                            | Liudmil Todorov și Ivailo Hristov |
| 2004 – XXVI    | Mila de pe Marte (Мила от Марс)                  | Zornița Sofia                     |
| 2006 – XXVII   | Maimuțe iarna (Маймуни през зимата)              | Milena Andonova                   |
| 2008 – XXVIII  | Zift (Дзифт)                                     | Iavor Gărdev                      |
| 2010 – XXIX    | Eastern Plays (Източни пиеси)                    | Kamen Kalev                       |
| 2011 – ХХХ     | No. 1                                            | Атанас Христосков                 |
| 2012 – XXXI    | Culoarea cameleonului (Цветът на хамелеона)      | Emil Hristov                      |
| 2014 – XXXII   | The Judgment (Съдилището)                        | Stephan Komandarev                |
| 2015 – XXXIII  | Losers (Каръци)                                  | Ivailo Hristov                    |
| 2016 – XXXIV   | Fără Dumnezeu (Безбог)                           | Ralița Petrova                    |
| 2017 – XXXV    | Prezent (Въздесъщият)                            | Ilian Djevelekov                  |
| 2018 – XXXVI   | Aga (Ага)                                        | Milko Lazarov                     |
| 2019 – XXXVII  | -                                                | -                                 |
| 2020 – XXXVIII | Frică (Страх)                                    | Ivailo Hristov                    |
| 2021 – XXXIX   | În inima mașinii (В сърцето на машината)         | Martin Makariev                   |
| 2022 – XL      | Mama (Майка)                                     | Zornița Sofia                     |
| 2023 – XLI     | Blaga's Lessons (Уроците на Блага) Diada (Диада) | Stephan Komandarev Iana Titova    |
| 2024 – XLII    | Triumf (Триумф)                                  | Kristina Grozeva Petar Valcianov  |